# Додж (окръг, Минесота)
Вижте пояснителната страница за други значения на Додж.
Окръг Додж (на английски: Dodge County) е окръг в щата Минесота, Съединени американски щати. Площта му е 1140 km², а населението - 17 731 души (2000). Административен център е град Мантървил.